# Talita Von Furstenberg
Princesa Talita Natasha von Fürstenberg (nascida Talita Natasha Prinzessin zu Fürstenberg, em 7 de maio de 1999) é uma socialite e modelo de moda norte-americana. Seus avós paternos são a estilista Diane von Fürstenberg e o Príncipe Egon von Fürstenberg, e seu avô materno é o bilionário Robert Warren Miller.

## Biogragia
Filha do Principe Alexandre von Fürstenberg e de Alexandra Miller. Do lado de seu pai, ela é descendente e herdeira da família principesca alemã de Fürstenberg e da família italiana Agnelli. Ela tem um irmão mais novo, o príncipe Tassilo Egon Maximiliano von Fürstenberg, e um meio-irmão mais novo, o príncipe Leon von Furstenberg. Ela é sobrinha de Pia Getty, e da Princesa Marie Chantal da Grécia. Ela é  prima em segundo grau, uma vez removida de Donna Bianca Brandolini d'Adda e da Princesa Maria Olympia. Ela concluiu o ensino médio em 2017 na Brentwood School em Los Angeles, onde era membro da equipe de esgrima. Ela atualmente freqüenta a Universidade de Georgetown com seu primo, o príncipe Constantino-Aleixo da Grécia e da Dinamarca.
Talita estagiou na Teen Vogue, além de ter sido ativa na casa de moda de sua avó, DvF, empresa que pretende futuramente herdar. Em 2015, ela foi destaque na capa da edição de outubro e teve seu próprio spread para a Tatler Magazine. Ela também apareceu na Teen Vogue. Em 2016, von Furstenberg trabalhou como estagiária para a campanha presidencial de Hillary Clinton. Em 2017, ela desfilou para a Dolce & Gabbana durante a semana de moda de Milão.

## Estilos e títulos
- Present: Sua Alteza Sereníssima Talita de Fürstenberg